# Zürcher Schlittschuh Club Lions 2008-2009
La rosa dei ZSC Lions che ha vinto la Champions Hockey League 2008-2009 conto la squadra russa del Metallurg Magnitogorsk.

## Giocatori
| N. | Naz.                                    | Ruolo | Nome                  | Anno | Alt. | Peso |
| -- | --------------------------------------- | ----- | --------------------- | ---- | ---- | ---- |
| 4  | Svizzera (bandiera)                     | D     | Patrick Geering       | 1990 | 180  | 80   |
| 5  | Svizzera (bandiera)                     | D     | Severin Blindenbacher | 1983 | 180  | 88   |
| 7  | Svizzera (bandiera)                     | A     | Thibaut Monnet        | 1982 | 182  | 86   |
| 8  | Svizzera (bandiera)                     | A     | Martin Wichser        | 1984 | 181  | 80   |
| 9  | Canada (bandiera)                       | A     | Domenico Pittis       | 1974 | 179  | 81   |
| 10 | Svizzera (bandiera)                     | A     | Cyrill Bühler         | 1983 | 181  | 81   |
| 11 | Svizzera (bandiera)                     | D     | Andri Stoffel         | 1984 | 189  | 90   |
| 13 | Slovacchia (bandiera)                   | A     | Peter Sejna           | 1979 | 179  | 83   |
| 15 | Svizzera (bandiera)                     | D     | Mathias Seger - C     | 1977 | 181  | 86   |
| 17 | Svizzera (bandiera)                     | A     | Lukas Grauwiler       | 1984 | 179  | 75   |
| 18 | Svizzera (bandiera)                     | D     | Daniel Schnyder       | 1985 | 190  | 92   |
| 19 | Canada (bandiera)                       | A     | Jean Guy Trudel       | 1975 | 185  | 92   |
| 25 | Slovacchia (bandiera)                   | D     | Radoslav Suchý        | 1976 | 188  | 93   |
| 29 | Svizzera (bandiera)                     | D     | Beat Forster x        | 1983 | 187  | 98   |
| 30 | Svizzera (bandiera)                     | P     | Lukas Flüeler         | 1988 | 192  | 95   |
| 31 | Finlandia (bandiera)                    | P     | Ari Sulander          | 1969 | 187  | 88   |
| 34 | Svizzera (bandiera)                     | D     | Claudio Cadonau       | 1988 | 185  | 95   |
| 35 | Svizzera (bandiera)                     | P     | Flavio Streit         | 1978 | 186  | 76   |
| 39 | Svizzera (bandiera)                     | A     | Mark Bastl            | 1980 | 185  | 87   |
| 43 | Canada (bandiera) · Svizzera (bandiera) | A     | Jan Alston            | 1969 | 179  | 83   |
| 47 | Svizzera (bandiera)                     | A     | Kim Lindemann         | 1982 | 186  | 85   |
| 51 | Svizzera (bandiera) · Canada (bandiera) | A     | Ryan Gardner          | 1978 | 196  | 105  |
| 52 | Svizzera (bandiera)                     | A     | Kevin Gloor           | 1983 | 185  | 82   |
| 61 | Russia (bandiera) · Svizzera (bandiera) | A     | Aleksei Krutov        | 1984 | 184  | 90   |
| 68 | Svizzera (bandiera)                     | A     | Aurelio Lemm          | 1988 | 182  | 86   |
| 71 | Canada (bandiera)                       | A     | Blaine Down y         | 1982 | 180  | 83   |
| 79 | Svizzera (bandiera)                     | A     | Oliver Kamber         | 1979 | 178  | 75   |
| 97 | Svizzera (bandiera)                     | A     | Adrian Wichser        | 1980 | 180  | 79   |

- x. Ceduto al HC Davos
- y. Schierato solo nella CHL

## Staff
| Allenatore:            | Sean Simpson  | 19 gennaio 1959 |
| Assistente allenatore: | Muller Collin | 1º maggio 1960  |